# ロマン・スコルニアコフ
ロマン･スコルニアコフ（英語: Roman Skorniakov, 1976年2月17日 - ）は、ロシア・スヴェルドロフスク州生まれの男性フィギュアスケート選手で現在はフィギュアスケートコーチ。1998年長野オリンピック、2002年ソルトレイクシティオリンピック男子シングルウズベキスタン代表。1999年アジア大会2位。妻は元フィギュアスケート選手のタチアナ・マリニナ。

## 経歴
ロシアのスヴェルドロフスク州に生まれ4歳ころにスケートを始めた。当初はロシア所属の選手として活動していたが、タチアナ・マリニナとともにウズベキスタン所属選手となった。1996-1997年シーズンにはウズベキスタン男子シングル代表として世界選手権に出場し、翌1997-1998年シーズン、ISUグランプリシリーズに参戦し、長野オリンピックに出場を果たした。
長野オリンピック終了後の1998年、所属をウズベキスタンのまま拠点をアメリカに移した。また、コーチのイーゴリ・クセノフォントフの死去後はロマン･スコルニアコフのコーチをタチアナ・マリニナが務め、タチアナ・マリニナのコーチをロマン･スコルニアコフが務めるなど公私ともにパートナーとなっていたタチアナ・マリニナと2000年1月に結婚。
2001-2002年シーズン、2度目のオリンピックとなったソルトレイクシティオリンピックでは、19位。翌2002-2003年シーズンの2003年世界選手権を最後に事実上フィギュアスケート選手としての活動を停止し、現在は妻のタチアナ・マリニナとともにアメリカでコーチとして活動している。

## 主な戦績
| 大会/年            | 1996-97 | 1997-98 | 1998-99 | 1999-00 | 2000-01 | 2001-02 | 2002-03 |
| ------------------ | ------- | ------- | ------- | ------- | ------- | ------- | ------- |
| オリンピック       |         | 19      |         |         |         | 19      |         |
| 世界選手権         | 20      | 14      | 21      | 17      | 20      | 19      | 20      |
| 四大陸選手権       |         |         | 9       | 7       | 12      | 7       |         |
| アジア大会         |         |         | 2       |         |         |         |         |
| GPエリック杯       |         |         | 7       |         |         |         |         |
| GPNHK杯            |         | 12      | 8       | 4       | 10      | 7       |         |
| GPスパルカッセン杯 |         |         |         |         | 7       | 11      |         |